# 江田島町宮ノ原
江田島町宮ノ原(えたじまちょうみやのはら)とは広島県江田島市江田島町に点在する自治体である。
郵便番号は737-2124

## 地理

### 山
- 大須山
- 大原山
- クマン岳

## 隣接する自治体[2]

### 江田島町
- 江田島町津久茂
- 江田島町中央
- 江田島町小用
- 江田島町大須
- 江田島町切串

#### 海を隔てて
- 江田島町鷲部
- 江田島町江南

### 大柿町

#### 海を隔てて
- 大柿町飛渡瀬

### 能美町

#### 海を隔てて
- 能美町中町
- 能美町高田

### 沖美町

#### 海を隔てて
- 沖美町三吉

## 道路

### 国道
- 国道487号線

### 県道
- 広島県道297号石風呂切串線

## 建造物
- 宮ノ原コミュニティーホール 宮ノ原2丁目-11
- 宮ノ原交流プラザ 宮ノ原2丁目-21[3]
- JA呉宮ノ原物流基地 宮ノ原1丁目-14[4]

最寄りの、かるが浜駅から直線距離で5Km321m
- 江田島宮ノ原簡易局 宮ノ原2丁目-2[5]

駐車場は8台停める事が出来る。
- 石風呂老人集会所 宮ノ原3丁目-7[6]

避難所として使用可能
- 石風呂児童公園 宮ノ原3丁目-16[7]

石風呂老人集会所と同様避難所として使用可能。